# Araneus savesi
Araneus savesi är en spindelart som först beskrevs av Simon 1880.  Araneus savesi ingår i släktet Araneus och familjen hjulspindlar.
Artens utbredningsområde är Nya Kaledonien. Inga underarter finns listade i Catalogue of Life.